# Guy de Beauchamp

Escudo de armas de Beauchamp: Gules, una banda entre seis cruces recrucetadas oro.

Guy de Beauchamp, X Conde de Warwick (c. 1272-12 de agosto de 1315) fue un magnate británico, hijo de William de Beauchamp, conde de Warwick.
Se distinguió en la Batalla de Falkirk y posteriormente, como súbdito fiel de Eduardo I. Después de la sucesión de Eduardo II en 1307, sin embargo, cayó en desgracia con el rey y su nuevo valido Piers Gaveston. Warwick fue uno de los hacedores principales de las Ordenanzas de 1311, que limitaron los poderes del rey y desterraron a Gaveston.
Cuando Gaveston regresó a Inglaterra en 1312, en contra de lo dispuesto en las Ordenanzas,  fue puesto bajo custodia. Warwick secuestró a Gaveston y, junto con el II conde de Lancaster, le hizo ejecutar. El acto cosechó compasión y apoyo para el rey, y Warwick y Lancaster consiguieron un perdón real por sus acciones. Después de la desastrosa derrota en Bannockburn en 1314, la autoridad del rey Eduardo se debilitó aún más, y los barones rebeldes tomaron el control de gobierno. Para Warwick el triunfo fue breve; murió al año siguiente.
Guy de Beauchamp es recordado principalmente por su participación en el asesinato de Gaveston, pero fue considerado por sus contemporáneos como un hombre de buen juicio y aprendizaje. Era dueño de lo que en aquel momento era una amplia colección de libros, y su consejo era a menudo buscado por muchos de los otros condes. Junto a Lancaster, era el noble más rico del país y después de su muerte sus tierras y título fueron heredados por su hijo, Tomás de Beauchamp.

## Contexto familiar

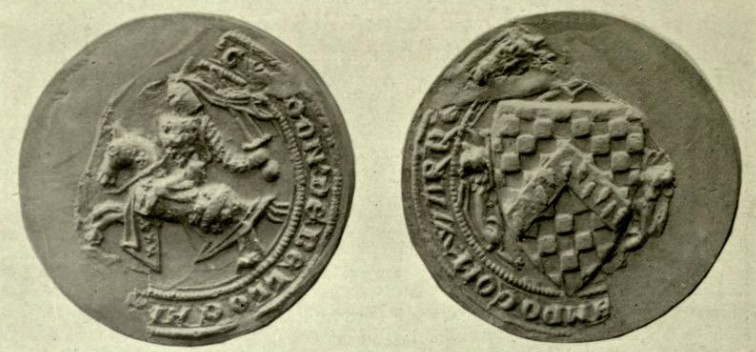
Sello de Guy de Beauchamp, Conde de Warwick, anexado a la carta de los Barones de 1301. Las armas mostradas son las de Newburgh, la familia de sus predecesores los Beaumont Condes de Warwick. Los Beauchamps frecuentemente cuartelaban sus armas con las de los Newburgh, de vez en cuando colocando el últimos en los 1.os & 4.os cuarteles, posiciones de mayor honor.

Escudo de armas de los condes de Warwick de Newburgh, adoptados c. 1200 al inicio de la era de la heráldica: Ajedrezado azure y oro un chevrón armiño.

Guy de Beauchamp fue el primer hijo y heredero de William de Beauchamp, conde de Warwick, (c. 1238- 1298). Su madre era Maud FitzJohn, hija de John fitz Geoffrey, Justiciar de Irlanda y miembro del consejo de quince que impuso las Provisiones de Oxford a Enrique III. William era sobrino de William Maudit, VIII conde de Warwick, y cuando su tío murió sin descendencia en 1268, se convirtió en el primer Beauchamp conde de Warwick. En 1271 o 1272 nació su primer hijo, y en referencia al nuevo título familiar, William llamó a su hijo como el héroe legendario Guy de Warwick. William de Beauchamp fue un comandante militar competente, que jugó un papel destacado en las guerras galesas y escocesas del rey Eduardo I.
Se contempló un matrimonio entre Guy e Isabel de Clare, hija de Gilbert de Clare, VI conde de Hertford, o puede que tuviera lugar y fuera anulado. Recién a comienzos de 1309 Guy se casó con Alice de Toeni, una rica heredera de Hertfordshire. Por esta época, Guy ya había sucedido a su padre como conde de Warwick, en 1298.
Con su mujer, Alice, Guy tuvo dos hijos, Thomas, su heredero y sucesor, y John de Beauchamp, Lord Beauchamp KG (1315-2 de diciembre de 1360); portó el estandarte real en la Batalla de Crecy, y dos hijas,
- Maud de Beauchamp (fallecida en 1366), casada antes de Pascua de 1322 con Geoffrey de Say, Lord Say. Los barones Saye y Sele son sus descendientes
- Elizabeth de Beauchamp (c. 1316-1359), casada antes de Pascua de 1332 con Thomas Astley, III Lord Astley. Juntos tuvieron dos hijos, William Astley, IV Lord Astley, y Sir Thomas Astley, ancestro de los Astleys de Patshull y de Everley.

Con amantes desconocidas, Guy tuvo también tres hijas:
- Isabel de Beauchamp, quien se casó con John de Clinton.
- Emma de Beauchamp, quien se casó con Roland de Oddingeles.
- Lucy de Beauchamp, quien se casó con Robert de Napton.

## Servicio a Eduardo I
Eduardo I nombró caballero a Guy de Beauchamp en Pascua de 1296. La carrera de servicio público de Warwick empezó en la campaña de Falkirk en 1298. Su distinción en combate le valió una recompensa en tierras escocesas valoradas en 1000 marcos anuales. Para entonces, su padre ya había fallecido, pero no sería hasta el 5 de septiembre cuando juró homenaje al rey y se convirtió en Conde de Warwick y Gran Sheriff de Worcestershire en forma vitalicia. Continuó al servicio del rey en Escocia y otros lugares. En 1299 estuvo presente en la boda del rey y Margarita de Francia en Canterbury, y en 1300 participó en el Asedio de Caerlaverock. Al año siguiente firmó una carta dirigida al papa en la que se negaba la autoridad de Roma sobre la cuestión escocesa, y también participó en las negociaciones con los franceses para la liberación del rey escocés John Balliol. Estuvo en el Asedio de Stirling en 1304, sirviendo a Eduardo, Príncipe de Gales. En marzo de 1307 se preparó para acompañar al príncipe Eduardo a Francia, aunque este viaje nunca tuvo lugar.
A comienzos de 1307, Eduardo I hizo su última concesión a Warwick, cuando le entregó el señorío de Barnard Castle en el Condado de Durham. El 7 de julio de ese año, cerca de Burgh by Sands en Cumberland, Warwick estaba presente cuando falleció el rey. Junto con Thomas, Conde de Lancaster, y Henry de Lacy, III conde de Lincoln,  portó las espadas ceremoniales en la coronación del rey Eduardo II el 25 de febrero de 1308.

## Conflicto con Eduardo II
Antes de su muerte, el viejo rey había exiliado al favorito del príncipe Eduardo, Piers Gaveston, y Warwick estaba entre los encargados de evitar su regreso de Gaveston. El nuevo rey, no obstante, no sólo se trajo a su favorito, sino que pronto le concedió el título de conde de Cornwall. Warwick fue uno de los condes principales que no firmaron la carta, y desde el principio adoptó una actitud antagonista hacia Eduardo. Gaveston era un relativo advenedizo entre la aristocracia inglesa, y se hizo impopular entre la nobleza establecida por su arrogancia y su influencia indebida sobre el rey. Puso motes burlescos a los hombres principales del reino, y llamó a Warwick el "Perro Negro de Arden".

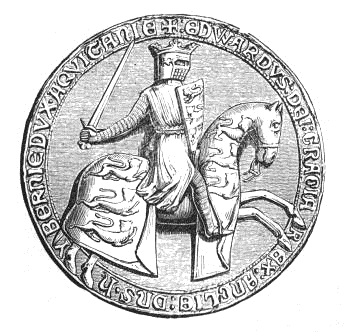
Warwick fue un oponente constante al rey Eduardo II. Sello grande de Eduardo II.

Gaveston fue obligado a exiliarse una vez más, pero Eduardo le recuperó en menos de un año. Durante ese tiempo, el rey había estado reuniendo apoyos, y el único que se resistía al retorno de Gaveston era Warwick. Con el tiempo, no obstante, volvió a crecer la oposición al rey. Otro punto de enfrentamiento fue el abandono por parte de Eduardo de las campañas escocesas de su padre, una política que dejó la frontera anglo-escocesa expuesta a las expediciones depredatorias de los escoceses. Esto afectó mucho a Warwick, que poseía vastas propiedades en el norte. Las tensiones crecieron hasta tal punto que en 1310 el rey tuvo que prohibir a Warwick y otros asistir al parlamento con armas. Aun así lo hicieron y en el parlamento de marzo de 1310, el rey tuvo que aceptar el nombramiento de una comisión que redactara una serie de ordenanzas para reformar el gobierno real.
Los líderes de estos Lord Ordainers eran Robert Winchelsey, Arzobispo de Canterbury, del lado del clero, y Warwick, Lincoln y Lancaster por los condes. Henry de Lacy, conde de Lincoln, era el más experimentado de los condes, y adoptó un rol cambiante en el grupo. Thomas de Lancaster, que era heredero y yerno de Lincoln, era primo del rey y el noble más rico del reino, pero en esta época desempeñó un papel menos activo en la reforma. Warwick es descrito por algunas fuentes como el líder de los Ordainers; fue ciertamente el más agresivo. El conjunto de ordenanzas que ellos redactaron imponían restricciones pesadas a la libertad financiera del rey, y su derecho a nombrar sus propios ministros. Ordenó una vez más el exilio de Gaveston, estableciendo su excomunión si regresaba.

## Muerte de Gaveston
El tercer y último exilio de Gaveston fue incluso más corto, y después de sólo dos meses, se reunió con Eduardo II en Inglaterra. El arzobispo Winchelsey respondió excolmulgando a Gaveston, según lo estipulado en las ordenanzas. Lancaster, que había sucedido a su suegro Lincoln, se había convertido en líder de la oposición señorial. Mientras el rey partía para York, varios barones salieron en persecución de Gaveston. Gaveston se ocultó en el Castillo de Scarborough, y el 19 de mayo de 1312, accedió a entregarse a Aymer de Valencia, conde de Pembroke, mientras su seguridad fuera garantizada.
Pembroke alojó a su prisionero en Deddington en Oxfordshire. El 10 de junio, mientras Pembroke estaba fuera, Warwick llevó por la fuerza a Gaveston al Castillo de Warwick. Aquí, en presencia de Warwick, Lancaster y otros poderosos, Gaveston fue sentenciado a muerte en un tribunal improvisado. El 19 de junio fue llevado a un sitio llamado Blacklow Hill –en tierras de Lancaster- y decapitado. Según la crónica de los Annales Londonienses, cuatro zapateros llevaron el cadáver de regreso a Warwick, pero éste se negó a aceptarlo, y les ordenó dejarlo donde lo encontraron. El cuerpo de Gaveston fue llevado finalmente a Oxford por algunos frailes dominicos, y finalmente en 1315, Eduardo II lo hizo enterrar en Kings Langley.
La brutalidad y cuestionable legalidad de las acciones de los condes contribuyeron a que el rey obtuviera simpatías políticas. Pembroke se sintió particularmente ofendido, ya que se le había obligado a romper su promesa de seguridad a Gaveston, y su honor caballeresco había sido menoscabado. A partir de este momento, Pembroke se alineó con el rey en relación con el conflicto político. El mismísimo rey juró venganza contra sus enemigos, pero no pudo luchar contra ellos inmediatamente, en parte porque poseían numerosas joyas de la corona incautadas a Gaveston. En octubre se alcanzó un acuerdo, por el que los barones rebeldes y sus seguidores recibían el perdón real. No obstante, el rey salió fortalecido de los acontecimientos, mientras que Warwick y Lancaster quedaron marginados. Esto cambió completamente en 1314, cuando el rey decidió llevar a cabo su primera campaña importante contra los escoceses. Warwick y Lancaster rechazaron participar y la campaña acabó en una humillante derrota inglesa en la Batalla de Bannockburn el 24 de junio. Esto significó un revés político y Eduardo tuvo que confirmar las ordenanzas y someterse a los barones rebeldes.

## Muerte y valoración histórica
A mediados de julio, Warwick tuvo que retirarse del gobierno a sus propiedades por una enfermedad. Cuando murió el 12 de agosto de 1315, el liderazgo político recayó casi enteramente sobre Lancaster. El cronista Thomas Walsingham informa de rumores sobre que el rey había hecho envenenar a Warwick. Fue enterrado en Bordesley Abbey en Worcestershire, institución de la que su familia había sido benefactora. En valor, sus posesiones eran superadas únicamente por las del conde de Lancaster entre la nobleza de Inglaterra. Sus tierras, aunque situadas principalmente en Warwickshire y Worcestershire, se extendían por diecinueve condados así como por Escocia y las Marcas galesas. Su heredero fue su hijo mayor, llamado Thomas por el conde de Lancaster. Thomas, nació probablemente el 14 de febrero de 1314, y no sucedió a su padre en el condado hasta 1326, como Thomas de Beauchamp, XI conde de Warwick. Mientras tanto las posesiones de Warwick pasaron a  manos del rey, quien donó los perros de caza de Warwick al conde de Pembroke. Un hijo más joven, llamado John, se convertiría en noble conocido como John de Beauchamp, I barón Beauchamp. Como su hermano mayor, se distinguió en las guerras francesas, y fue uno de los fundadores de la Orden de la Jarretera.
Guy de Beauchamp es recordado por su oposición a Eduardo II y por su participación en la muerte de Gaveston. Para sus contemporáneos fue considerado un hombre de considerable conocimiento y sabiduría. Su biblioteca, de la que donó 42 libros a Bordesley Abbey durante su vida, era extensa. Contenía varias vidas de santos así como romances sobre Alejandro Magno y el rey Arturo. Como se mencionó, Eduardo I confió la supervisión de su hijo a Warwick. Del mismo modo, cuando el conde de Lincoln murió en 1311, presuntamente instruyó a su yerno Thomas de Lancaster a oír el consejo de Warwick, "el más sensato de los pares". Las crónicas también alabaron la sabiduría de Warwick; la Vita Edwardi Secundi dice que "Otros condes hicieron muchas cosas sólo después de tomar su opinión: en sabiduría y consejo no tenía par". Los historiadores posteriores han reflejado esta visión. Estaba política y económicamente bien conectado por lazos tradicionales de parentesco y matrimonio.
La muerte de Warwick llegó en un mal momento y Tomás de Lancaster probó ser inadecuado para la tarea de gobernar la nación, de modo que se inició un periodo de conflicto e inestabilidad. No obstante, los problemas del reinado de Eduardo II  eran profundos, y en las palabras de Michael Hicks: "uno tiene que dudar si incluso Warwick podría haber traído la unidad como un cronista supuso".